# Список глав правительства Малайзии

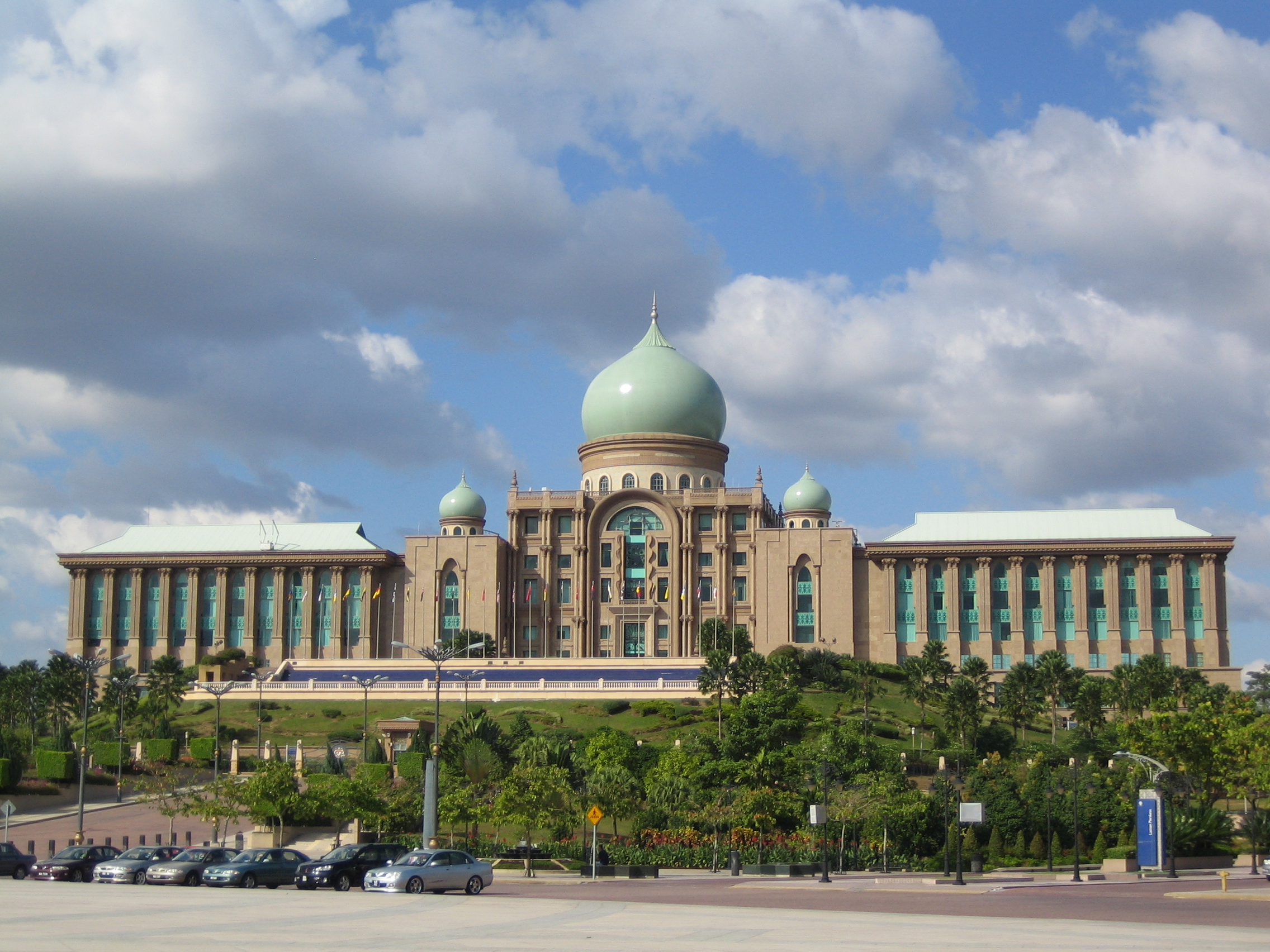
Пердана Путра, резиденция премьер-министра в Путраджае

Список глав правительства Малайзии включает в себя руководителей федерального правительства союза малайских государств со времени создания в 1955 году первого кабинета в Малайской Федерации. Первоначально во главе правительства стоял главный министр (), с провозглашением независимости федерации в 1957 году — премьер-министр (), сохранивший полномочия после расширения в 1963 году состава членов федерации и создания Малайзии (). В настоящее время премьер-министр (англ. Prime Minister Of Malaysia, малайск. Perdana Menteri Malaysia) руководит исполнительной ветвью федерального правительства. Янг ди-Пертуан Агонг (верховный правитель, выборный монарх) назначает премьер-министром члена парламента, который, по его мнению, с наибольшей вероятностью пользуется доверием большинства депутатов. Премьер-министром обычно становится лидер партии, получившей большинство мест на всеобщих выборах. Раздельно указаны сроки полномочия руководимых премьер-министром кабинетов министров Малайзии, при этом премьер-министр и кабинет министров временно исполняют свои обязанности в период между отставкой кабинета в связи с роспуском парламента или по другим причинам и формированием кабинета министров новым парламентом, либо нового кабинета при досрочной отставке предыдущего, премьер-министр и кабинет министров временно исполняют свои обязанности.
Применённая в первом столбце таблиц нумерация является условной. Также условным является использование в первых столбцах цветовой заливки, служащей для упрощения восприятия принадлежности лиц к различным политическим силам без необходимости обращения к столбцу, отражающему партийную принадлежность. В столбце «Выборы» отражены состоявшиеся выборные процедуры, сформировавшие состав парламента, поддерживающий главу правительства. Малайские имена и термины приводятся в современной малайской системе письма (латинизированной) без отражения написания в традиционной системе джави (модифицированном арабском алфавите).

## Главный министр Малайской Федерации (1955—1957)
Главный министр Малайской Федерации (англ. Chief Minister Of The Federation Of Malaya, малайск. Ketua Menteri Persekutuan Tanah Melayu) возглавил первое федеральное правительство созданной 1 февраля 1948 года Малайской Федерации (англ. Federation of Malaya, малайск. Persekutuan Tanah Melayu) в 1955 году после проведения 27 июля 1955 года первых всеобщих выборов, победу на которых одержала коалиционная Союзная партия.
|        | Портрет | Имя (годы жизни) | Полномочия     | Полномочия      | Партия                                                                                | Выборы | Кабинет    | Пр.         |
| Начало | Портрет | Имя (годы жизни) | Окончание      |                 | Партия                                                                                | Выборы | Кабинет    | Пр.         |
| ------ | ------- | --- | -------------- | --------------- | ------------------------------------------------------------------------------------- | ------ | ---------- | ----------- |
| 1 (I)  |         | Тунку Абдул Рахман Путра аль-Хадж ибни Альмархум Султан Абдул Хамид Халим Шах (1903—1990) малайск. Tunku Abdul Rahman Putra Al-Haj ibni Almarhum Sultan Abdul Hamid Halim Shah | 1 августа 1955 | 28 августа 1957 | Объединённая малайская национальная организация в составе коалиционной Союзной партии | 1955   | Рахман (I) | [ 5 ] [ 6 ] |

## Премьер-министр Малайской Федерации (1957—1963)
Независимость Малайской Федерации была провозглашена в соответствии с принятым летом 1957 года Парламентом Соединённого королевства Законом о независимости Малайи, руководителем правительства стал Премьер-министр Малайской Федерации (англ. Prime Minister Of The Federation Of Malaya, малайск. Perdana Menteri Persekutuan Tanah Melayu).
|          | Портрет         | Имя (годы жизни) | Полномочия       | Полномочия   | Партия                                                                                | Выборы      | Кабинет    | Пр.               |
| Начало   | Портрет         | Имя (годы жизни) | Окончание        |              | Партия                                                                                | Выборы      | Кабинет    | Пр.               |
| -------- | --------------- | --- | ---------------- | ------------ | ------------------------------------------------------------------------------------- | ----------- | ---------- | ----------------- |
| 1 (I—II) |                 | Тунку Абдул Рахман Путра аль-Хадж ибни Альмархум Султан Абдул Хамид Халим Шах (1903—1990) малайск. Tunku Abdul Rahman Putra Al-Haj ibni Almarhum Sultan Abdul Hamid Halim Shah | 28 августа 1957  | 27 июня 1959 | Объединённая малайская национальная организация в составе коалиционной Союзной партии | [ комм. 3 ] | Рахман (I) | [ 5 ] [ 6 ] [ 8 ] |
| 1 (I—II) | 19 августа 1959 | Тунку Абдул Рахман Путра аль-Хадж ибни Альмархум Султан Абдул Хамид Халим Шах (1903—1990) малайск. Tunku Abdul Rahman Putra Al-Haj ibni Almarhum Sultan Abdul Hamid Halim Shah | 16 сентября 1963 | 1959         | Объединённая малайская национальная организация в составе коалиционной Союзной партии | Рахман (II) |            | [ 5 ] [ 6 ] [ 8 ] |

## Премьер-министр Малайзии (с 1963)
Летом 1963 года Правительство Её Величества инициировало соглашение о создание федеративного государства из членов Малайской Федерации, самоуправляемого Государства Сингапур и британских колоний на острове Калимантан Северное Борнео и Саравак с названием Малайзия (англ. и малайск. Malaysia). Прекращение суверенитета Великобритании над Сингапуром, Северным Борнео и Сараваком было утверждено законом, принятым парламентом Соединённого Королевства. Создание Малайзии было оформлено 16 сентября 1963 года законом, принятым парламентом Малайской Федерации, однако уже 7 августа 1965 года между Сингапуром и Малайзией было подписано соглашение о выходе первого из состава второй, 9 августа оно вступило в силу. Руководителем правительства стал Премьер-министр Малайзии (англ. Prime Minister Of Malaysia, малайск. Perdana Menteri Malaysia).
|           | Портрет                                                                                      | Имя (годы жизни) | Полномочия       | Полномочия                                                                                   | Партия | Выборы                                                                                       | Кабинет        | Пр.               |
| Начало    | Портрет                                                                                      | Имя (годы жизни) | Окончание        |                                                                                              | Партия | Выборы                                                                                       | Кабинет        | Пр.               |
| --------- | -------------------------------------------------------------------------------------------- | --- | ---------------- | -------------------------------------------------------------------------------------------- | --- | -------------------------------------------------------------------------------------------- | -------------- | ----------------- |
| 1 (II—IV) |                                                                                              | Тунку Абдул Рахман Путра аль-Хадж ибни Альмархум Султан Абдул Хамид Халим Шах (1903—1990) малайск. Tunku Abdul Rahman Putra Al-Haj ibni Almarhum Sultan Abdul Hamid Halim Shah | 16 сентября 1963 | 1 марта 1964                                                                                 | Объединённая малайская национальная организация в составе коалиционной Союзной партии | [ комм. 5 ]                                                                                  | Рахман (II)    | [ 5 ] [ 6 ] [ 8 ] |
| 1 (II—IV) | 21 марта 1964                                                                                | Тунку Абдул Рахман Путра аль-Хадж ибни Альмархум Султан Абдул Хамид Халим Шах (1903—1990) малайск. Tunku Abdul Rahman Putra Al-Haj ibni Almarhum Sultan Abdul Hamid Halim Shah | 20 марта 1969    | 1964                                                                                         | Объединённая малайская национальная организация в составе коалиционной Союзной партии | Рахман (III)                                                                                 |                | [ 5 ] [ 6 ] [ 8 ] |
| 1 (II—IV) | 10 мая 1969                                                                                  | Тунку Абдул Рахман Путра аль-Хадж ибни Альмархум Султан Абдул Хамид Халим Шах (1903—1990) малайск. Tunku Abdul Rahman Putra Al-Haj ibni Almarhum Sultan Abdul Hamid Halim Shah | 22 сентября 1970 | Объединённая малайская национальная организация в составе коалиционной Союзной партии        | 1969 | Рахман (IV)                                                                                  |                | [ 5 ] [ 6 ] [ 8 ] |
| 2 (I—II)  |                                                                                              | Абдул Разак бин Хусейн (1922—1976) малайск. Abdul Razak bin Hussein | 22 сентября 1970 | 31 июля 1974                                                                                 | 1969 | Объединённая малайская национальная организация в составе коалиционной Союзной партии        | Разак (I)      | [ 11 ] [ 12 ]     |
| 2 (I—II)  | Объединённая малайская национальная организация в составе коалиционного Национального фронта | Абдул Разак бин Хусейн (1922—1976) малайск. Abdul Razak bin Hussein | 22 сентября 1970 | 31 июля 1974                                                                                 | 1969 |                                                                                              | Разак (I)      | [ 11 ] [ 12 ]     |
| 2 (I—II)  | 4 августа 1974                                                                               | Абдул Разак бин Хусейн (1922—1976) малайск. Abdul Razak bin Hussein | 14 сентября 1976 | Объединённая малайская национальная организация в составе коалиционного Национального фронта | 1974 | Разак (II)                                                                                   |                | [ 11 ] [ 12 ]     |
| 3 (I—II)  |                                                                                              | Хуссейн бин Онн (1922—1990) малайск. Hussein bin Onn | 15 сентября 1976 | 12 июня 1978                                                                                 | 1974 | Объединённая малайская национальная организация в составе коалиционного Национального фронта | Хуссейн (I)    | [ 13 ] [ 14 ]     |
| 3 (I—II)  | 8 июля 1978                                                                                  | Хуссейн бин Онн (1922—1990) малайск. Hussein bin Onn | 16 июля 1981     | Объединённая малайская национальная организация в составе коалиционного Национального фронта | 1978 | Хуссейн (II)                                                                                 |                | [ 13 ] [ 14 ]     |
| 4 (I—VI)  |                                                                                              | Махатхир бин Мохамад (1925—) малайск. Mahathir bin Mohamad | 16 июля 1981     | Объединённая малайская национальная организация в составе коалиционного Национального фронта | 1978 | 29 марта 1982                                                                                | Махатхир (I)   | [ 15 ] [ 16 ]     |
| 4 (I—VI)  | 22 февраля 1982                                                                              | Махатхир бин Мохамад (1925—) малайск. Mahathir bin Mohamad | 19 июля 1986     | Объединённая малайская национальная организация в составе коалиционного Национального фронта | 1982 | Махатхир (II)                                                                                |                | [ 15 ] [ 16 ]     |
| 4 (I—VI)  | 3 августа 1986                                                                               | Махатхир бин Мохамад (1925—) малайск. Mahathir bin Mohamad | 4 октября 1990   | Объединённая малайская национальная организация в составе коалиционного Национального фронта | 1986 | Махатхир (III)                                                                               |                | [ 15 ] [ 16 ]     |
| 4 (I—VI)  | 21 октября 1990                                                                              | Махатхир бин Мохамад (1925—) малайск. Mahathir bin Mohamad | 6 апреля 1995    | Объединённая малайская национальная организация в составе коалиционного Национального фронта | 1990 | Махатхир (IV)                                                                                |                | [ 15 ] [ 16 ]     |
| 4 (I—VI)  | 25 апреля 1995                                                                               | Махатхир бин Мохамад (1925—) малайск. Mahathir bin Mohamad | 10 ноября 1999   | Объединённая малайская национальная организация в составе коалиционного Национального фронта | 1995 | Махатхир (V)                                                                                 |                | [ 15 ] [ 16 ]     |
| 4 (I—VI)  | 29 ноября 1999                                                                               | Махатхир бин Мохамад (1925—) малайск. Mahathir bin Mohamad | 30 октября 2003  | Объединённая малайская национальная организация в составе коалиционного Национального фронта | 1999 | Махатхир (VI)                                                                                |                | [ 15 ] [ 16 ]     |
| 5 (I—III) |                                                                                              | Абдулла бин Ахмад Бадави (1939—) малайск. Abdullah bin Ahmad Badawi | 31 октября 2003  | 2 марта 2004                                                                                 | 1999 | Объединённая малайская национальная организация в составе коалиционного Национального фронта | Абдулла (I)    | [ 17 ] [ 18 ]     |
| 5 (I—III) | 21 марта 2004                                                                                | Абдулла бин Ахмад Бадави (1939—) малайск. Abdullah bin Ahmad Badawi | 13 февраля 2008  | Объединённая малайская национальная организация в составе коалиционного Национального фронта | 2004 | Абдулла (II)                                                                                 |                | [ 17 ] [ 18 ]     |
| 5 (I—III) | 8 марта 2008                                                                                 | Абдулла бин Ахмад Бадави (1939—) малайск. Abdullah bin Ahmad Badawi | 3 апреля 2009    | Объединённая малайская национальная организация в составе коалиционного Национального фронта | 2008 | Абдулла (III)                                                                                |                | [ 17 ] [ 18 ]     |
| 6 (I—II)  |                                                                                              | Мохаммад Наджиб бин Абдул Разак (1953—) малайск. Mohammad Najib bin Abdul Razak                                                                                                | 3 апреля 2009    | 3 апреля 2013                                                                                | 2008 | Объединённая малайская национальная организация в составе коалиционного Национального фронта | Наджиб (I)     | [ 19 ] [ 20 ]     |
| 6 (I—II)  | 9 мая 2013                                                                                   | Мохаммад Наджиб бин Абдул Разак (1953—) малайск. Mohammad Najib bin Abdul Razak                                                                                                | 9 мая 2018       | Объединённая малайская национальная организация в составе коалиционного Национального фронта | 2013 | Наджиб (II)                                                                                  |                | [ 19 ] [ 20 ]     |
| 4 (VII)   |                                                                                              | Махатхир бин Мохамад (1925—) малайск. Mahathir bin Mohamad | 10 мая 2018      | 29 февраля 2020                                                                              | Объединённая партия сынов земли Малайзии в составе коалиционного Альянса надежды и в коалиции с Партией наследия, Объёдинённой организацией коренных жителей кадазан-дусун и мурут и Малазийской партией прогресса                                                 | 2018                                                                                         | Махатхир (VII) | [ 15 ] [ 16 ]     |
| 7         |                                                                                              | Мухиддин бин Мухаммад Яссин (1947—) малайск. Muhyiddin bin Muhammad Yassin | 29 февраля 2020  | 16 августа 2021                                                                              | Объединённая партия сынов земли Малайзии в составе коалиционного Национального альянса и в коалиции с Национальным фронтом, Коалиционной партией Саравака и Объединённой партией Сабаха                                                                            | 2018                                                                                         | Мухиддин       | [ 21 ] [ 22 ]     |
| 8         |                                                                                              | Исмаил Сабри бин Яакоб (1960—) малайск. Ismail Sabri bin Yaakob | 20 августа 2021  | 24 ноября 2022                                                                               | Объединённая малайская национальная организация в составе коалиционного Национального фронта и в коалиции с Национальным альянсом, Коалиционной партией Саравака, Народной коалицией Сабаха и Малазийской национальной партией                                     | 2018                                                                                         | Исмаил         | [ 23 ] [ 24 ]     |
| 9         |                                                                                              | Анвар бин Ибрагим (1947—) малайск. Anwar bin Ibrahim | 24 ноября 2022   | действующий                                                                                  | Партия народной справедливости в составе коалиционного Альянса надежды и в коалиции с Национальным фронтом, Коалиционной партией Саравака, Народной коалицией Сабаха, Партией наследия, Социал-демократической партией согласия и Малазийской национальной партией | 2022                                                                                         | Анвар          | [ 25 ] [ 26 ]     |